# Donaghmore Cross

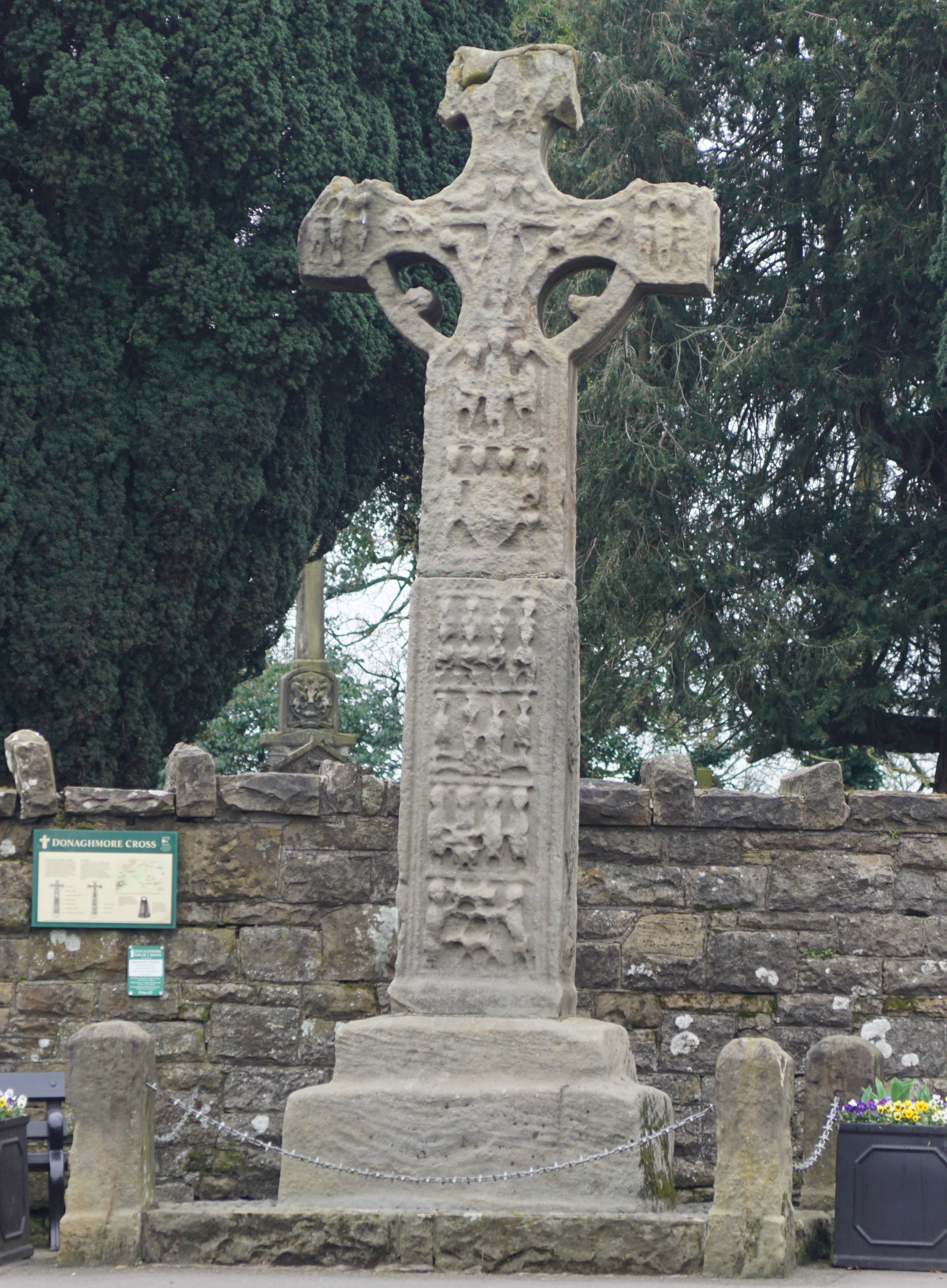
Het Donaghmore Cross stamt uit de negende of vroege tiende eeuw.

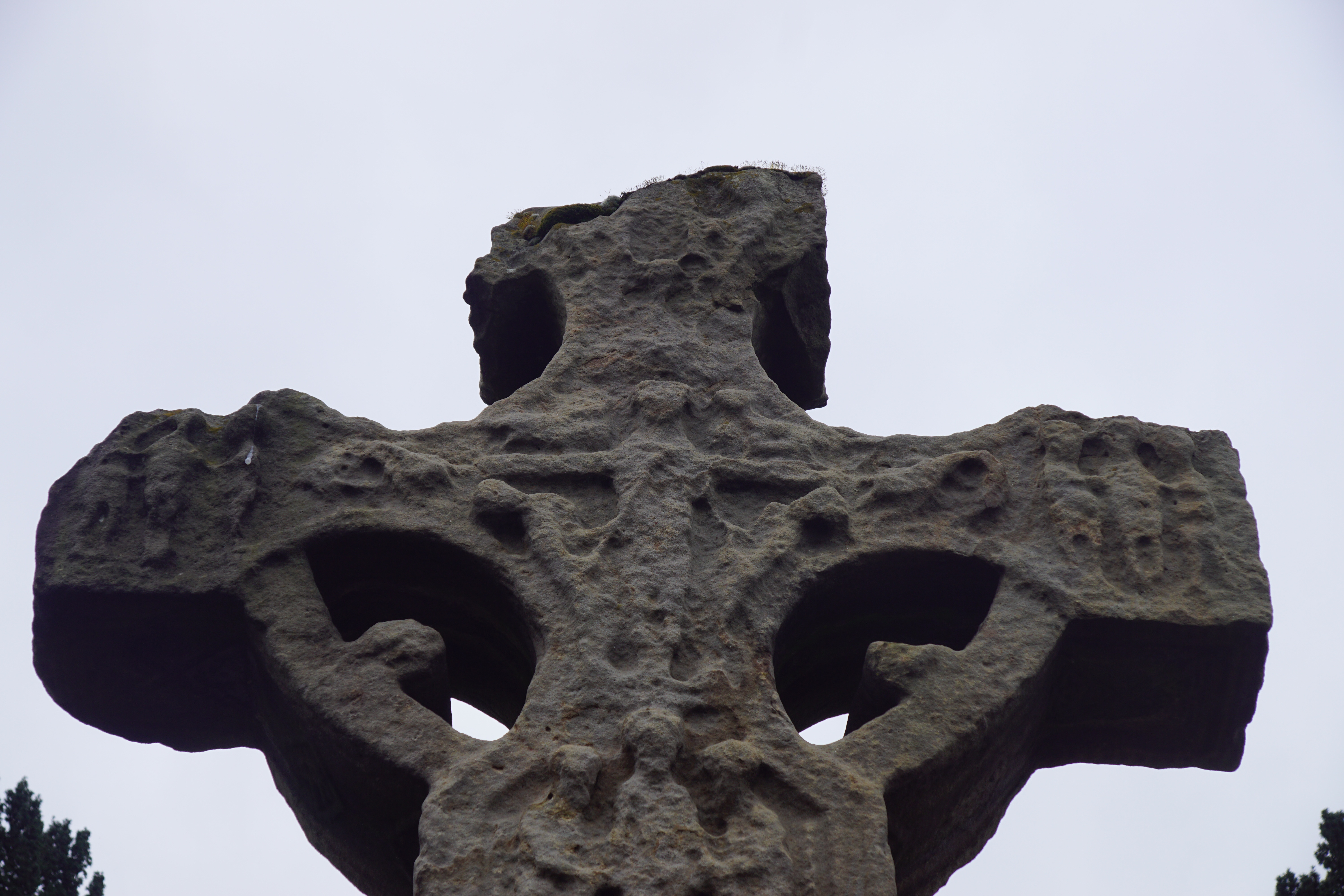
De kruisiging van Jezus aan de voorzijde van het kruis.

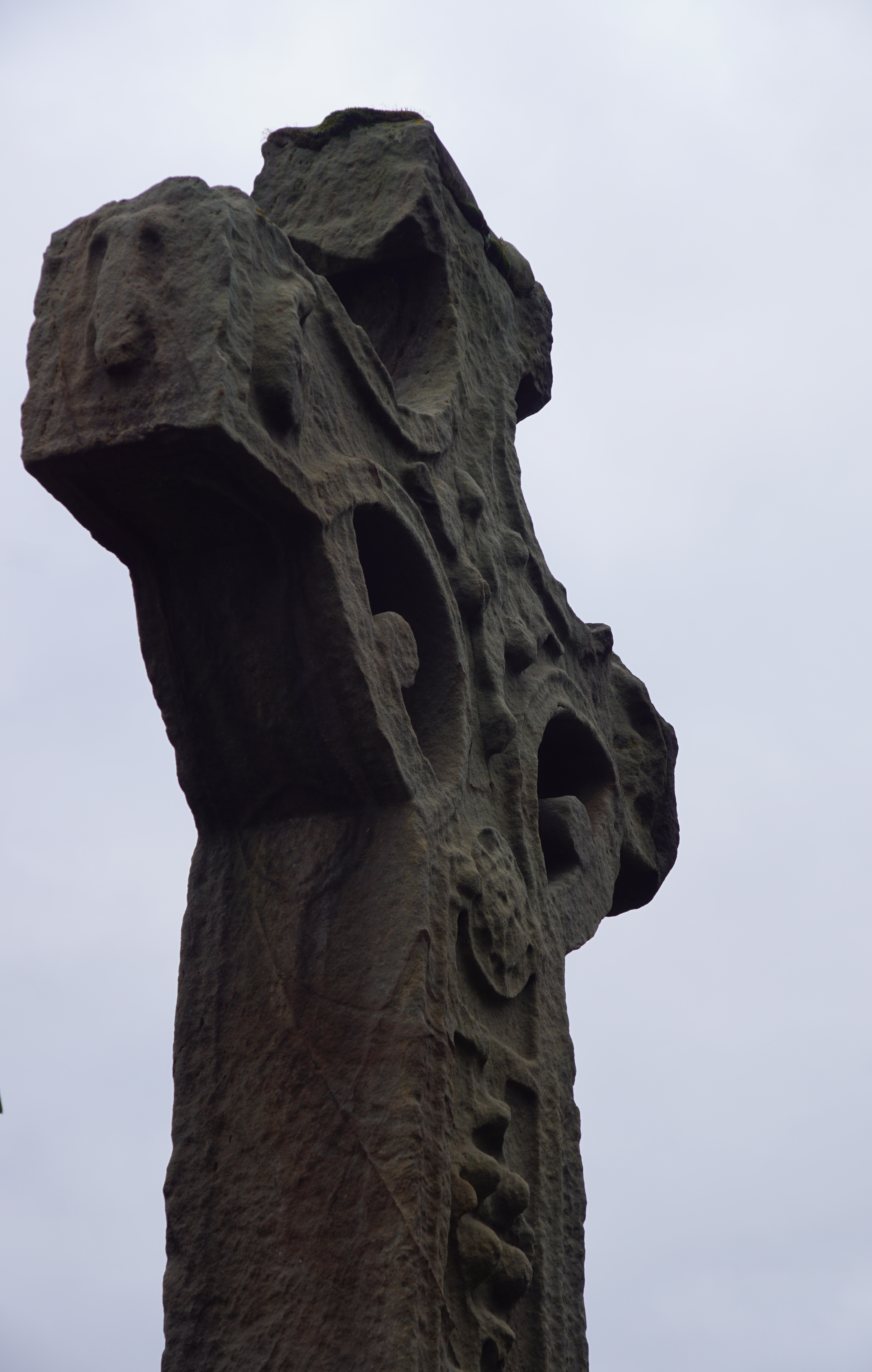
De achterzijde van het kruis is versierd met geometrische figuren.

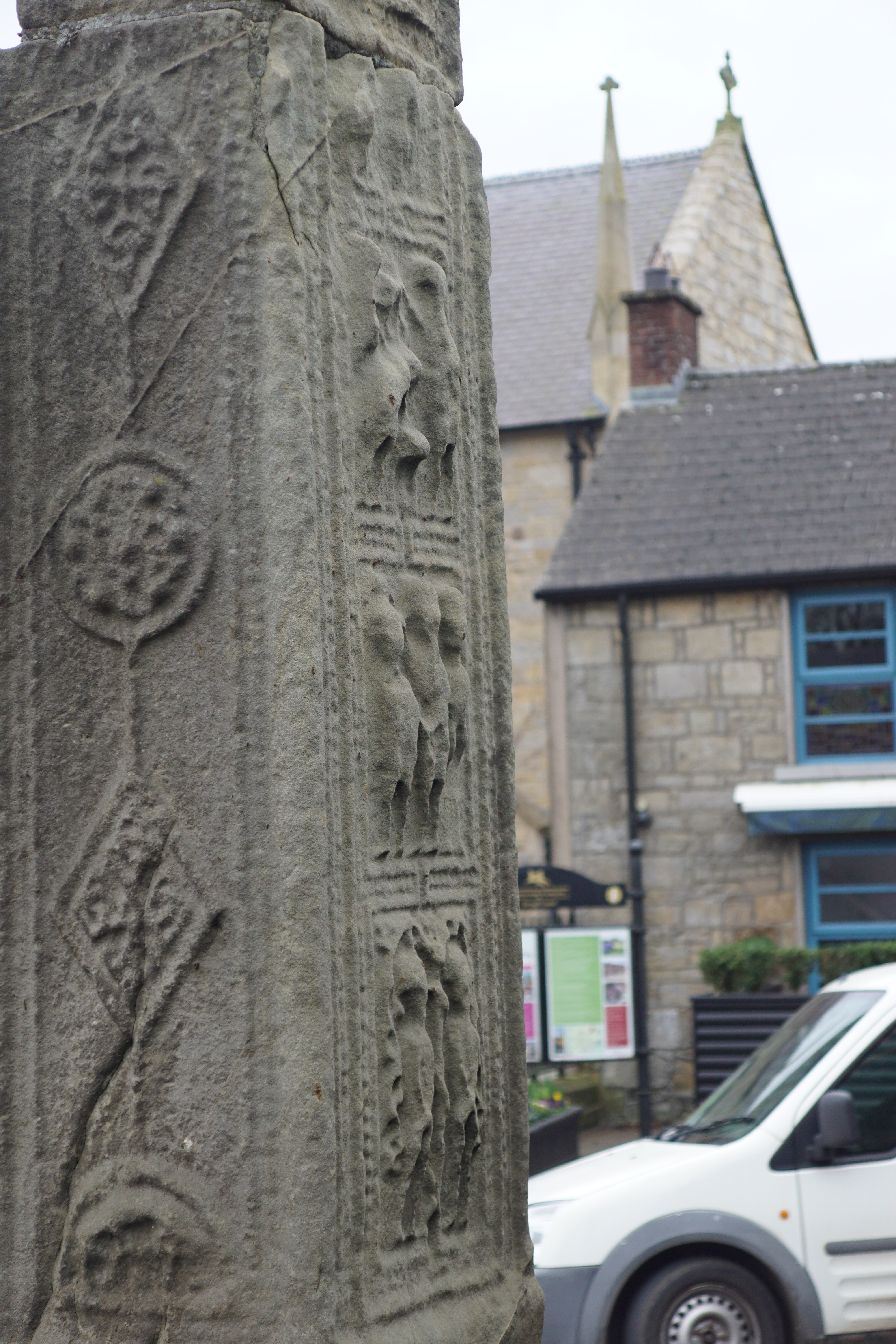
De zijkant is versierd met geometrische figuren en de de schacht is aan de achterzijde voorzien van afbeeldingen uit het Oude Testament.

Het Donaghmore Cross (Kruis van Donaghmore) is een negende-eeuws of vroeg tiende-eeuws Keltisch kruis staand in Donaghmore, County Tyrone in Noord-Ierland.

## Geschiedenis
Het Donaghmore Cross is het enige overblijfsel van een vroege kerk of klooster, traditioneel gesticht door Sint Patrick voor Sint Colum die hem volgens de levensbeschrijving van Sint Patrick achterliet met een bel en een boek. In 1291 werd het klooster vermeld in een document voor Paus Nicolaas IV waarbij gezegd werd dat de kerk over kostbare schrijnen beschikte. Het klooster kwam later in handen van de priesterorde Céli Dé (ook Culdees genoemd). De kerk werd later in de Middeleeuwen een parochiekerk. De vroegchristelijke bel die bekend staat onder de naam Bell of Clogher (Bel van Clogher) die zich in de National Gallery of Ireland (Dublin) bevindt, wordt geassocieerd met de parochie van Donaghmore.
Het Donaghmore Cross dateert uit de negende of vroege tiende eeuw. Het kruis werd in  de zeventiende eeuw omvergehaald en weer opgericht in 1776.

## Omschrijving
Het Donaghmore Cross staat in de T-splitsing waar de Mullaghmore Road splitst in de Pomeroy Road en de Castlecaulfield Road, op het uiteinde van de oude begraafplaats van Donaghmore. Het kruis dat er in de 21e eeuw staat is opgebouwd uit delen van twee verschillende kruisen: de basis en de onderste schacht is van een ander kruis dan de bovenste schacht en bovenste kruisdeel. Het kruis is 4,6 meter hoog en gemaakt van zandsteen. Het bovenste deel is een typisch Keltisch kruis met een cirkel van steen die de kruisbalken verbindt, al zijn alleen de twee onderste cirkeldelen aanwezig. Op de begraafplaats staat een replica uit 2000 van het kruis.

### Voorzijde
Op de voorzijde van het Donaghmore Cross, die gericht is naar het oosten, is voorzien van scènes uit het Nieuwe Testament. Op het bovenste deel is de kruisiging van Jezus afgebeeld. Op de schacht eronder van boven naar beneden zijn de arrestatie van Jezus afgebeeld, het wonder van de vermenigvuldiging van de broden en de vissen, het wonder van Kana, de doop van Jezus in de Jordaan, de aanbidding door de wijzen en de verschijning van de engel aan de herders.

### Achterzijde
De achterzijde is naar het westen gericht. Op het bovenste deel zijn versieringen aangebracht. Op de onderste deel van de schacht zijn een aantal scènes uit het Oude Testament aangebracht, te weten van boven naar beneden Daniël in de leeuwenkuil (deels),  het offeren van Isaak door Abraham, Kaïn vermoordt Abel en Adam en Eva. Op de basis is de afbeelding van een ruiter te herkennen, die wellicht niet is afgemaakt.

### Zijkanten
Op de noordelijke en zuidelijke zijde van het kruis zijn een aantal geometrische patronen als versiering aangebracht.
Andere kruisen in County Tyrone en County Armagh zijn het Ardboe Cross, het Clogher Cross, het Tynan Cross, het Eglish Cross en het Errigal Keerogue Cross.

## Beheer
Het Donaghmore Cross is een State Care Monument.